# Arno Fischer
Arno Fischer (Berlín Occidental, 14 de abril de 1927 - Gransee, 13 de septiembre de 2011) fue un fotógrafo y profesor universitario alemán.
Fischer nació en la parte occidental de Berlín y durante sus primeros años de juventud tras la Segunda Guerra Mundial y la división de Alemania, vivió a caballo entre la República Federal y la República Democrática (RDA). Se interesó primero por la escultura para pasar más tarde a la fotografía. Con la muerte de Stalin, fijó su residencia definitiva en el Berlín Oriental aceptando ser profesor adjunto de la cátedra de Klaus Wittkugel en la Escuela de Bellas Artes de Weissensee. La mayor parte de su obra fotográfica, casi toda en blanco y negro, corresponde a sus trabajos sobre la vida cotidiana en Berlín, si bien destacó también por sus fotografías de moda que en la Alemania Oriental se publicaban en la revista Sybille. Viajó a la Unión Soviética, Estados Unidos, Polonia, India y África. Realizó trabajos sobre la ciudad de Nueva York inspirados, al igual que en Berlín, sobre las actividades habituales de las gentes de la ciudad. Fundó una escuela de fotografía en Berlín donde, entre otros, asistieron a dar clases magistrales fotógrafos de la talla de Henri Cartier-Bresson y Helmut Newton. Dispuso de una libertad creativa y de movimientos impropia en Alemania Oriental. Reconocido dentro de la RDA, su obra en occidente fue reconocida tras la caída del muro de Berlín.